# Friedl Weber
Friedl Weber (* 22. Mai 1886 in Salzburg; † 28. Oktober 1960) war ein österreichischer Pflanzenphysiologe und ausgewiesener Protoplasmaforscher.

## Wissenschaftliche Laufbahn
Weber absolvierte in seiner Geburtsstadt Salzburg das Staatsgymnasium. Ab 1905 studierte er an der Universität Wien Biologie. Sein erster Lehrer wurde hier der Pflanzenphysiologe Julius Wiesner. Unter dessen Nachfolger Hans Molisch promovierte er 1910. Weber arbeitete zunächst weiter am Wiener Pflanzenphysiologischen Institut. Als Karl Linsbauer 1911 an die deutschsprachige Universität Czernowitz berufen wurde, ging Weber als Assistent mit ihm dorthin. Er folgte ihm in der gleichen Position im selben Jahr an die Technische Universität Graz.
In Graz habilitierte sich Weber 1918 für Anatomie und Physiologie der Pflanzen und erhielt 1923 den Titel Professor, wurde 1929 Extraordinarius und nach Linsbauers Tod im Herbst 1934 Leiter des Instituts für Anatomie und Physiologie der Pflanzen. 1936 lehnte er einen Ruf an die Universität Wien ab und übernahm das Ordinariat in Graz, das er zu seiner Emeritierung am 30. September 1957 führte.

## Wissenschaftliches Wirken
Seine ersten wissenschaftlichen Arbeiten knüpften an die Frühtreibversuche bei Holzgewächsen von Hans Molisch an. Der Warmbadmethode Molischs stellte er die Verletzungs- und Azetylenmethode zur Seite. In späteren Arbeiten setzte er sich intensiv mit der Kritik von Georg Albrecht Klebs an dieser Methode theoretisch auseinander. Diese Arbeiten brachten neue Verfahren und theoretische Auseinandersetzungen mit dem Phänomen. Darüber hinaus zeigt sich in Webers Schriften jener Jahre eine ungeheure Vielfalt interessierender Probleme und Phänomene: Zu finden sind eine fundierte Zusammenfassung der Theorie der Meristembildung, Gedanken über das Altern und den Tod von Pflanzen, über die Periodizität in Pflanzen, über Hormone im Pflanzenreich, über Strahlenbiologie und Elektrophysiologie.
Bald wandte sich Weber jedoch der noch jungen Protoplasmatik und der Kolloidchemie zu. Es folgte eine lange Reihe von Veröffentlichungen über die Viskosität, das Fadenziehen, die Haftfestigkeit des pflanzlichen Protoplasmas. Weber ersann neue Methoden zur physikochemischen Charakterisierung des pflanzlichen Plasmazustandes, die Plasmolyseform- und die Plasmolysezeitmethode. Schließlich konnte er die Viskosität des Plasmas genau definiert auf Basis der Brownschen Molekularbewegung bestimmen. Diese Methode wurde von Webers Schüler Josef Pekarek weiterentwickelt. Bei der Beschäftigung mit diesen protoplasmatischen Fragen entdeckte Weber, dass sich nicht nur die Plasmen verschiedener Gewebe voneinander unterschieden. Auch die Protoplasmen morphologisch gleichartiger Zellen können sehr unterschiedlich ausfallen. Auf Basis dieser Beobachtung begründete Weber die „Protoplasmatische Anatomie“, die im Gegensatz zur klassischen „Zellwandanatomie“ auf der vergleichenden Beobachtung des lebenden Zellinhaltes basiert. Damit fand die von Hubert Leitgeb und Gottlieb Haberlandt begründete und von Karl Linsbauer fortgeführte wissenschaftliche Tradition der Pflanzenanatomie eine originelle und fruchtbare Fortsetzung.
Während des Zweiten Weltkrieges traten andere Forschungsschwerpunkte in den Vordergrund. Weber untersuchte das Vorkommen von Vitaminen (Vitamin C und Vitamin B) in Pflanzen. Weitere Fragestellungen galten dem Colchizin. Alle diese wissenschaftlichen Fragestellungen führten Weber immer wieder zum lebenden Protoplasma und dessen Zustandsänderungen zurück.
Nach dem Krieg arbeitete sich Weber in die pflanzliche Virologie ein. Aufgrund von Literaturstudien und lichtmikroskopischen Untersuchungen kam er zu der Überzeugung, dass die von Hans Molisch beschriebenen und seither als Reservekörper angesehenen Eiweißspindeln von Kakteen in Wirklichkeit Vireneinschlüsse sind. Diese Sicht der Dinge wurde später am Institut des Botanikers Siegfried Strugger in Münster elektronenmikroskopisch bestätigt. Dieser Fall bestätigte glänzend die sichere wissenschaftliche Intuition Webers auf Basis profunder Literaturkenntnisse und genauer zytologischer Untersuchungen.

## Herausgeberisches Wirken
Neben der Tätigkeit als Forscher trat Weber auch als Herausgeber wissenschaftlicher Reihen hervor. Nachdem er sich der Protoplasmatik zugewandt hatte, erkannte er die Notwendigkeit eines zentralen Publikationsorganes für dieses neue Forschungsgebiet. Zusammen mit dem damals in Heidelberg forschenden Zoologen und Zellphysiologen Josef Spek gründete er 1926 die Zeitschrift „Protoplasma“, die schnell internationale Bedeutung gewann. Weber leitete bis zu seinen letzten Tagen diese Zeitschrift. Zusammen mit Felix Widder gründete er nach dem Zweiten Weltkrieg die botanische Zeitschrift Phyton, Annales rei botanicae, um der damals bestehenden Not an Publikationsraum entgegenzuwirken. Daneben fungierte Weber als Herausgeber des auf 14 Bände angelegten Handbuches „Protoplasmalogia“.

## Ehrungen und Würdigung
Weber wurde zunächst zum korrespondierenden und dann auch zum ordentlichen Mitglied der Österreichischen Akademie der Wissenschaften. Er war korrespondierendes Mitglied der Akademie Turin und Ehrenmitglied der Zoologisch-Botanischen Gesellschaft Wien. Sosehr ihn auch solche Anerkennungen freuten, hielt er den Einzelnen (auch sich selbst) im Forschungsprozess für unwichtig. Der Forschungsprogress der Gemeinschaft ist das Essentielle. Dennoch bleibt Webers Grundlagenforschung zur Protoplasmatik essentiell und unverlierbar an seinen Namen gebunden.